# Franz Pettrich

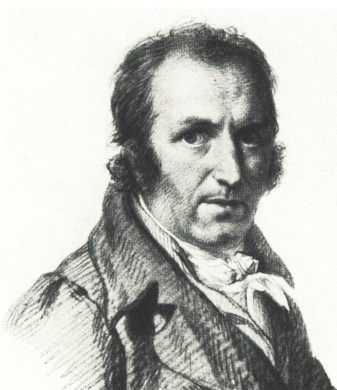
Franz Pettrich, porträtiert von Carl Christian Vogel von Vogelstein, 1813

Franz Seraph Johann Nepomuk Pettrich, auch Petrich, Petrick oder Bötterich (* 29. August 1770 in Trebnitz, Nordböhmen; † 23. Januar 1844 in Dresden), war ein deutscher Bildhauer des Klassizismus. Er gilt als der bedeutendste Künstler seines Fachs, der in der Hochphase dieser Epoche im Königreich Sachsen gewirkt hat.

## Leben

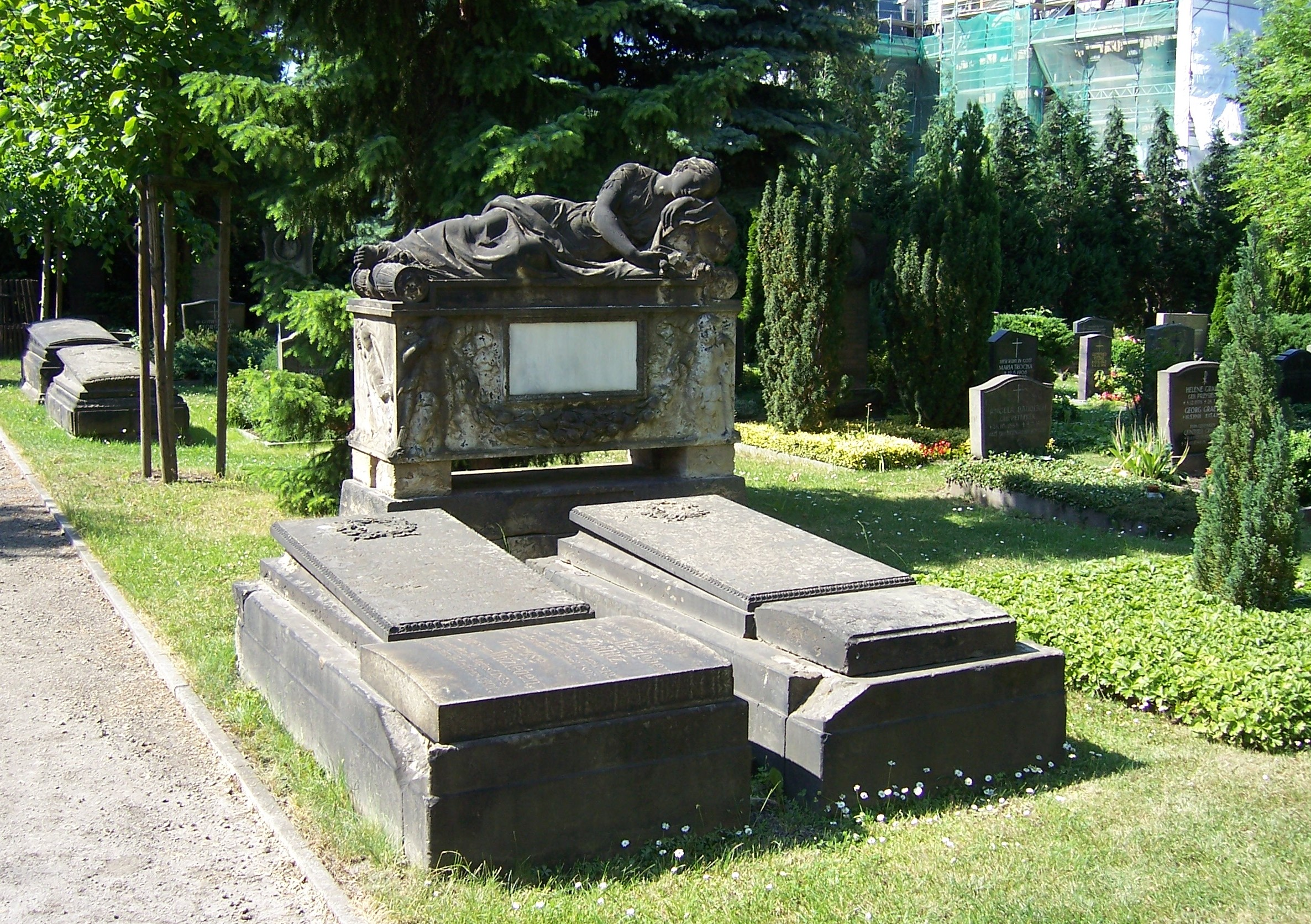
Grabstein Franz Pettrichs (längliche Grabplatte links) auf dem Alten Katholischen Friedhof in Dresden; dahinter das von ihm geschaffene Grabmal für seine verstorbenen Ehefrauen

Pettrich wurde als Sohn eines Tischlers im damals habsburgischen Böhmen geboren und wuchs in der Region unmittelbar südlich des Böhmischen Mittelgebirges auf. Bis 1787 absolvierte er eine Lehrzeit bei einem Leitmeritzer Steinmetz und ging danach als Geselle auf Wanderschaft. Seine erste Station war Prag, wo er bei einem Bildhauer arbeitete.
Ab 1789 war er in Dresden und begann ein Studium an der Kunstakademie. Dort verbesserte er unter der Anleitung Giovanni Battista Casanovas seine Fertigkeiten im Zeichnen und Modellieren. Er war in der Werkstatt des Hofbildhauers Johann Baptist Dorsch beschäftigt und wirkte bei der Gestaltung des Zwingers mit. Dabei fiel er durch seine großen Fertigkeiten auf und erhielt bald erste eigene Aufträge. Deshalb richtete Pettrich sich eine eigene Werkstatt ein. Bereits 1795 erfolgte seine Ernennung zum Hofbildhauer durch Kurfürst Friedrich August III.
Vom Kurfürsten unterstützt, trat Pettrich im Herbst 1801 gemeinsam mit seinem damaligen Schüler Christian Gottlieb Kühn eine längere Reise nach Italien an. Im Juni 1802 traf er in Rom ein, dem damaligen Zentrum der Bildhauereikunst, und erlernte zusammen mit Bertel Thorvaldsen von Antonio Canova die Bearbeitung von Marmor. Pettrich verließ Rom 1803 und kehrte 1805 nach Dresden zurück.
Bedingt durch die Befreiungskriege, nahm er erst nach dem Pariser Frieden seine künstlerischen Tätigkeiten wieder dauerhaft auf. Am 6. Dezember 1815 wurde Franz Pettrich auf den Lehrstuhl für Bildhauerei an der Dresdner Kunstakademie berufen. In dieser Position verblieb er bis zu seinem Tode. Einer seiner Schüler war ab 1823 der Bildhauer Ernst Rietschel.
In erster Ehe war Pettrich mit Karoline Dittrich aus Bautzen verheiratet. Aus dieser Beziehung ging neben zwei Töchtern auch der Sohn Ferdinand Pettrich (1798–1872) hervor, der bei seinem Vater lernte und ebenfalls Bildhauer wurde. Die ältere der beiden Töchter heiratete später den Dresdner Bildhauer Christoph Neuhäuser. In zweiter Ehe war Pettrich mit Juliane Gottschall aus Dresden verheiratet, von der er eine weitere Tochter bekam. Beide Ehefrauen verstarben bereits früh.
Pettrich war Mitglied der Dresdner Freimaurerloge Zum goldenen Apfel. Beigesetzt wurde er auf dem Alten Katholischen Friedhof in Dresden-Friedrichstadt.

## Werke

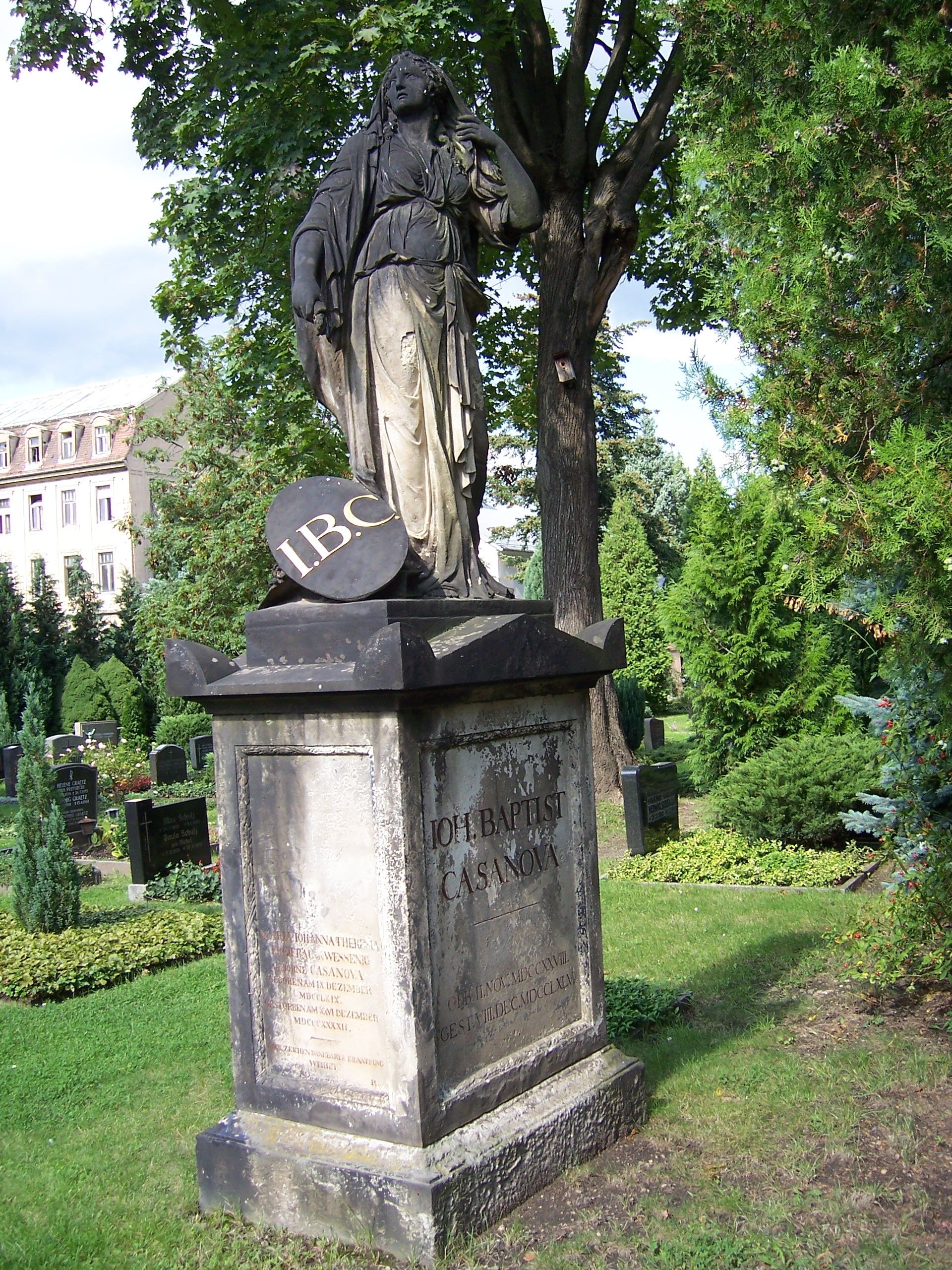
Pettrich schuf das Grab Giovanni Battista Casanovas auf dem Alten Katholischen Friedhof in Dresden-Friedrichstadt.

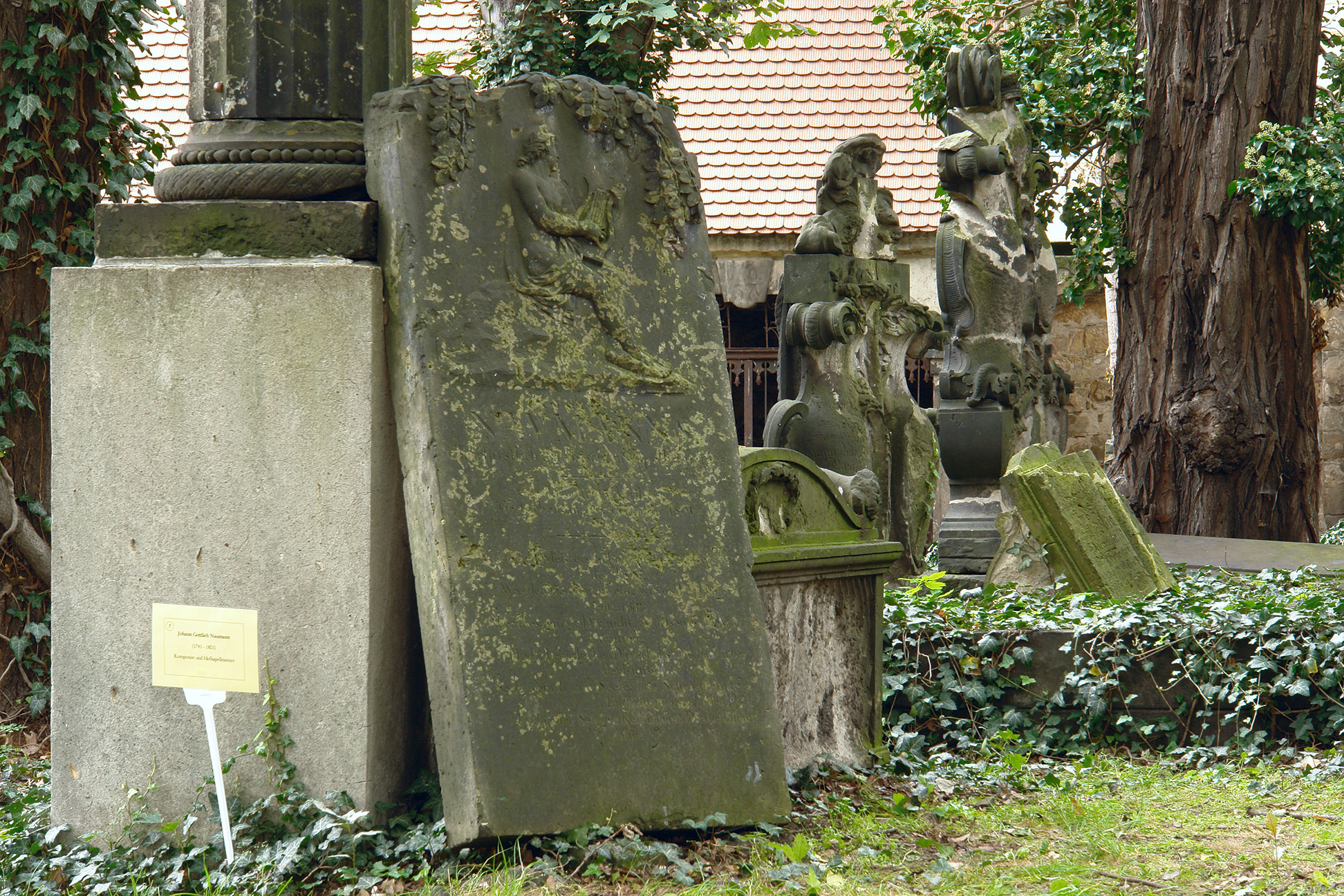
Dieses Relief von Apollon mit seiner Kithara auf einer Steinplatte am Grab Johann Gottlieb Naumanns auf dem Dresdner Eliasfriedhof ist wahrscheinlich ein Werk Pettrichs.

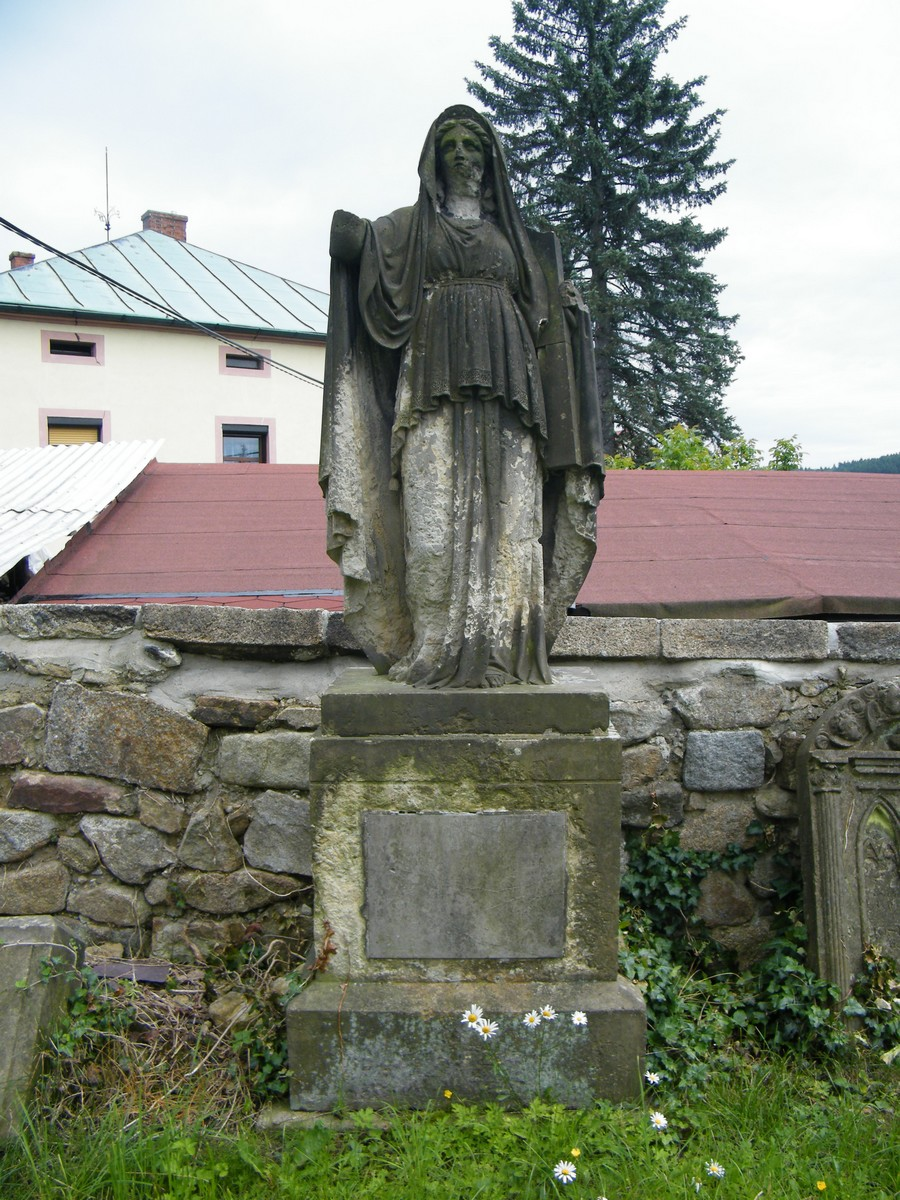
Grabstein an der St. Bartholomäus-Kirche in Velký Šenov

Zu den Werken Pettrichs zählen verschiedene Skulpturen, Plastiken, Reliefs, insbesondere Statuen, Büsten und sonstige Monumente. Besonders zahlreich schuf er Grabdenkmale. Sein Werk ist jedoch nur teilweise erhalten. Das Schaffen von Franz Pettrich war in erster Linie konzentriert auf Dresden und den Norden Böhmens, hier speziell auf das Böhmische Niederland. Eher die Ausnahme war sein Schaffen in anderen Regionen Deutschlands, so zum Beispiel sein Denkmal für die Herzoginnen Helena Paulowna und Louise im mecklenburgischen Ludwigslust oder mehrere Grabmäler in Schlesien. Pettrichs privater Nachlass aus Zeichnungen sowie Modellen aller Formen ist in verschiedene Sammlungen zerstreut.

### Sachsen
In Sachsen, speziell der ehemaligen Residenzstadt Dresden, finden sich mehrere Baudenkmäler, die mit bildhauerischen Werken Franz Pettrichs verziert worden sind. So befindet sich an einem Giebel der Reithalle des früheren Dresdner Marstalls direkt hinter dem Zwinger ein großes Sandsteinrelief, das ein antikes Zweigespann zeigt. Am in Richtung Semperoper weisenden Giebel der Altstädtischen Hauptwache schuf Pettrich eine Mars-Figur. Außerhalb des Stadtzentrums gehen unter anderem das an einen Reitunfall erinnernde Hauptmann-Hirsch-Denkmal auf dem Heller sowie zwei Reliefs am alten Hofgärtnerhaus in Wachwitz auf ihn zurück. Von ihm stammen die Rundbogenreliefs an der Bautzner Straße 96 an den umgebauten ehemaligen Wirtschaftsgebäuden des Vorwerks des Grafen Camillo Marcolini.
Auf verschiedenen Dresdner Friedhöfen steuerte er Grabplastiken bei. Dazu zählen Monumente auf dem Eliasfriedhof, unter anderem am Grab Johann Gottlieb Naumanns sowie auf dem Johannisfriedhof in Tolkewitz. Auf dem Inneren Neustädter Friedhof in der Leipziger Vorstadt schuf er Grabmäler beispielsweise für den kursächsischen General Christiani von 1805 und für Julie Vogel, die erste Ehefrau Carl Christian Vogel von Vogelsteins. Auf dem Alten Katholischen Friedhof gehen unter anderem die Grabmale Johann Alois Schneiders, des Kriegsministers Zinzendorf und Giovanni Battista Casanovas sowie der Sarkophag für seine beiden früh verstorbenen Ehefrauen mit Darstellung einer schlafenden Frauengestalt auf Franz Pettrich zurück.
Mitunter gestaltete Pettrich auch bildhauerische Werke in anderen Teilen Sachsens. Im Stadtmuseum Pirna ist zum Beispiel ein Grabmal für die Fabrikantenfamilie Leyhn von 1819/1820 ausgestellt. Auf dem Annaberger Trinitatis-Friedhof steht ein 1834 eingeweihtes Grabmal von Pettrich für Barbara Uthmann. In Schirgiswalde befindet sich an der dortigen Kirche ein weiteres, bereits 1809 fertiggestelltes Grabmal.

### Böhmen

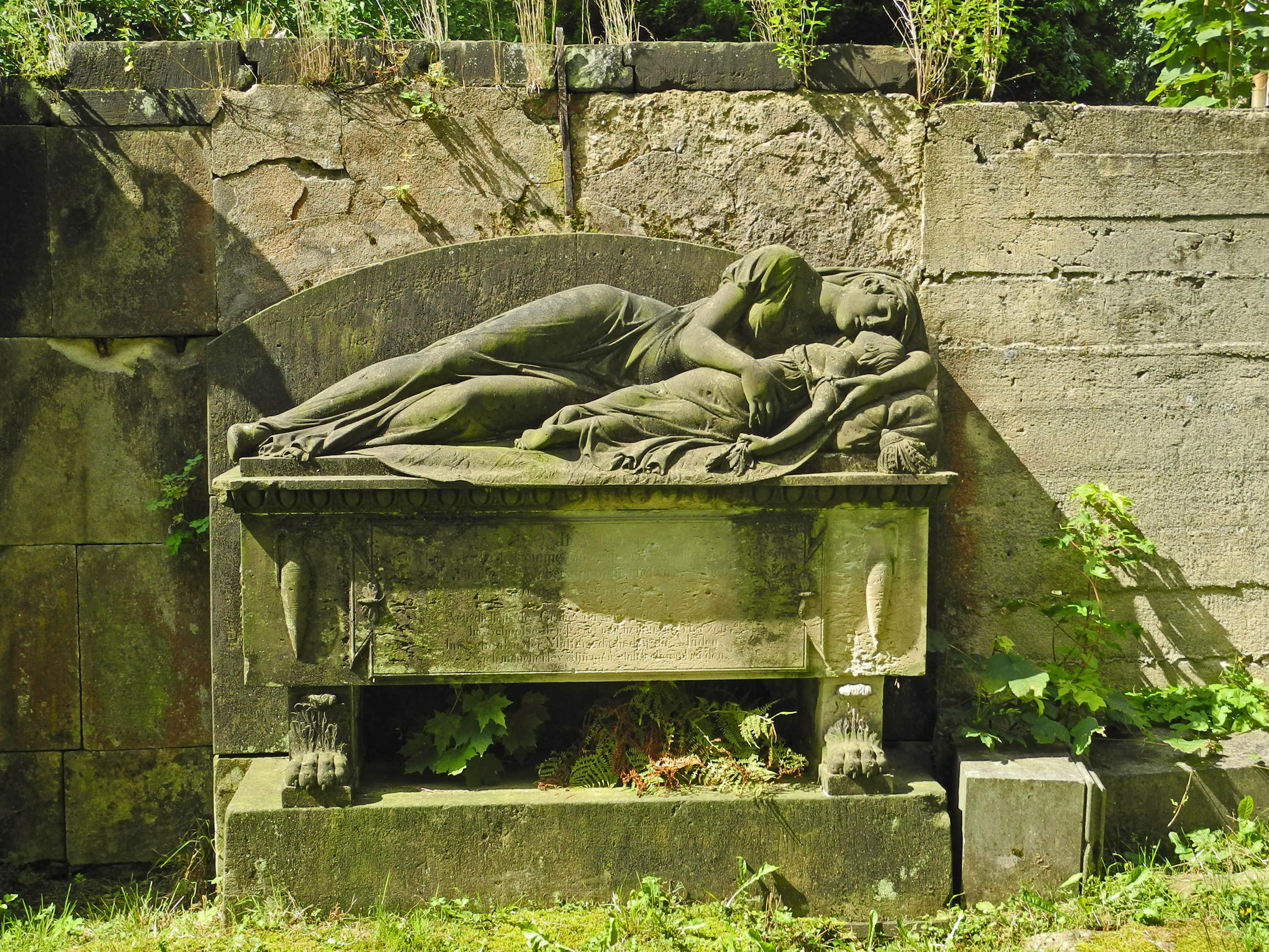
Grabmal Veronika Römisch und ihr Kind auf dem alten Kirchhof bei der Maria-Magdalenen-Kirche in Schönlinde (Krásná Lípa), geschaffen 1814.

Zum Gedanken an Helden der deutschen Geschichte und insbesondere der Befreiungskriege schuf Pettrich unmittelbar nach deren Ende im Auftrag des damaligen Besitzers Zacharias Römisch in der Burg Wranow im Isergebirge ein Pantheon, das insbesondere die damaligen Herrscher Österreichs, Preußens und Russlands sowie bedeutende militärische Führer dieser Zeit würdigte; allerdings fand auch eine ganze Reihe anderer, meist deutschsprachiger Persönlichkeiten Berücksichtigung, die sich in Römischs Augen durch besondere Heldentaten ausgezeichnet hatten, etwa Nikolaus Graf von Zrin, Prinz Eugen von Savoyen, Andreas Hofer und viele andere. Die eindrucksvolle Anlage, die in ihrer Grundkonzeption als Vorläufer der Walhalla angesehen wurde, ist jedoch inzwischen großenteils verfallen.
Im auch als Schluckenauer Zipfel bekannten Böhmischen Niederland zeigte Pettrich große Schaffenskraft, besonders in Schönlinde. In der dortigen Barockkirche gehen ein lebensgroßer Kruzifix mit anbetenden Engeln in Metallguss von 1818 sowie der Entwurf für den Hauptaltar auf ihn zurück, auf dem benachbarten Friedhof schuf er sechs künstlerisch wertvolle Grabmäler. Für die Stadtkirche im nahen Rumburg entwarf Pettrich ein Taufbecken. Den alten Friedhof in Groß Schönau stattete er mit sieben Grabmälern aus. Ein Kruzifix in der Friedhofskapelle in seinem Geburtsort Trebnitz geht genauso auf Pettrich zurück wie die Entwürfe für drei Altäre und die Kanzel in Hainspach.
Das Grab des Prinzen Joseph Xavier Karl Raphael Philipp Benno von Sachsen bzw. von der Lausitz (1767–1802) (Sohn von Franz Xaver von Sachsen) auf dem alten Friedhof neben der Pfarrkirche St. Peter und Paul in Ossegg ist ebenfalls ein Werk von Franz Pettrich.
Im Jahr 1825 projektierte und schmückte Pettrich die für Franz Adam von Waldstein-Wartenberg errichtete Waldsteinkapelle in Oberleutensdorf.